# فرودگاه کپتن انیبال عرب
فرودگاه کپتن انیبال عرب (به انگلیسی: Captain Aníbal Arab Airport) (به زبان بومی: Aeropuerto Capitán Aníbal Arab) یک فرودگاه همگانی با کد یاتا CIJ است که یک باند فرود آسفالت دارد و طول باند آن ۲۰۰۰ متر است. این فرودگاه در کشور بولیوی قرار دارد و در ارتفاع ۲۷۲ متری از سطح دریا واقع شده‌است.